# 선문촬요
선문촬요는 근현대 한국 불교를 일으킨 경허스님이 중국과 한국 스님들의 법어를 하나로 엮은 것이다. 구체적으로 참선을 하는 방법에 대한 교과서다. 오늘날 간화선이 한국 불교의 주된 수행법이 된 것은 경허의 선문촬요 때문이라는 평가를 받는다. 구한말 일제 불교에 대항하며 선문촬요의 편찬과 보급에 매우 많은 노력이 있었다.

## 목차
- 선문촬요 상권

- - 혈맥론
  - 관심론
  - 보리달마사행론
  - 최상승론
  - 완릉록
  - 전심법요
  - 몽산법어
  - 선경어

- 선문촬요 하권
  - 수심결
  - 진심직설
  - 고려국 보조선사 권수정혜결사문
  - 간화결의론
  - 선문보장록
  - 선문강요집
  - 선교석